# Someone Still Loves You Boris Yeltsin
Someone Still Loves You Boris Yeltsin (SSLYBY) ist eine US-amerikanische Indie-Rock-Band aus Springfield, Missouri.

## Geschichte
Die Mitglieder von SSLYBY haben sich bereits auf der  High School kennengelernt. Sie wollten es in das Local Band-Fach der örtlichen Plattenladens schaffen und begannen ohne großes Kapital mit den Proben und Aufnahmen.
Das erste veröffentlichte Album Broom wurde selbst verlegt, erhielt aber dennoch gute Kritiken. Somit fand die Band auch ihren Weg auf einige kleinere Bühnen in den USA, wodurch Plattenfirmen auf SSLYBY aufmerksam wurden und das Album, nun verlegt durch Polyvinyl Records, schließlich auch in Europa veröffentlicht wurde. Darauf folgten Auftritte in Europa, wie im Juni 2007 auf dem Immergut Festival in Neustrelitz.

## Namensgebung
Die Band ist nach dem ersten Präsidenten Russlands, Boris Jelzin, benannt. Die Idee für den Bandnamen kam Sänger Philip Dickey spontan beim Einkaufen. Ein Problem mit dem Namen sah man nicht, da SSLYBY keineswegs Russland erobern wollten. Allerdings trug auch der unkonventionelle Name zum Erfolg bei und die Band wurde über ihre Landesgrenze hinaus bekannt.

## Diskografie
- 2005: Gwyn & Grace EP
- 2005: Broom
- 2007: Not Worth Fighting (Single)
- 2008: Pershing
- 2010: Let It Sway
- 2011: Tape Club
- 2013: Fly By Wire
- 2015: The High Country